# NHL (1951/1952)
Sezon NHL 1951-1952 był 35. sezonem ligi NHL. Sześć zespołów rozegrało po 70 meczów w sezonie zasadniczym. Puchar Stanleya zdobyła drużyna Detroit Red Wings.

## Sezon zasadniczy
M = Mecze, W = Wygrane, P = Przegrane, R = Remisy, PKT = Punkty, GZ = Gole Zdobyte, GS = Gole Stracone, KwM = Kary w minutach
| Drużyna             | M  | W  | P  | R  | PKT | GZ  | GS  | KwM |
| ------------------- | -- | -- | -- | -- | --- | --- | --- | --- |
| Detroit Red Wings   | 70 | 44 | 14 | 12 | 100 | 215 | 133 | 694 |
| Montreal Canadiens  | 70 | 34 | 26 | 10 | 78  | 195 | 164 | 661 |
| Toronto Maple Leafs | 70 | 29 | 25 | 16 | 74  | 168 | 157 | 841 |
| Boston Bruins       | 70 | 25 | 29 | 16 | 66  | 162 | 176 | 601 |
| New York Rangers    | 70 | 23 | 34 | 13 | 59  | 192 | 219 | 532 |
| Chicago Black Hawks | 70 | 17 | 44 | 9  | 43  | 158 | 241 | 627 |

### Najlepsi strzelcy
| Zawodnik    | Drużyna             | Mecze | Bramki | Asysty | Punkty | Kary w minutach |
| ----------- | ------------------- | ----- | ------ | ------ | ------ | --------------- |
| Gordie Howe | Detroit Red Wings   | 70    | 47     | 39     | 86     | 78              |
| Ted Lindsay | Detroit Red Wings   | 70    | 30     | 39     | 69     | 123             |
| Elmer Lach  | Montreal Canadiens  | 70    | 15     | 50     | 65     | 36              |
| Don Raleigh | New York Rangers    | 70    | 19     | 42     | 61     | 14              |
| Sid Smith   | Toronto Maple Leafs | 70    | 27     | 30     | 57     | 6               |

## Playoffs

### Półfinały
| Detroit Red Wings - Toronto Maple Leafs                     | Detroit Red Wings - Toronto Maple Leafs | Detroit Red Wings - Toronto Maple Leafs | Detroit Red Wings - Toronto Maple Leafs | Detroit Red Wings - Toronto Maple Leafs | Detroit Red Wings - Toronto Maple Leafs |
| Data                                                        | Wyjazd                                  | Wyjazd                                  | Dom                                     | Dom                                     |                                         |
| ----------------------------------------------------------- | --------------------------------------- | --------------------------------------- | --------------------------------------- | --------------------------------------- | --------------------------------------- |
| 25 marca                                                    | Toronto                                 | 0                                       | 3                                       | Detroit                                 |                                         |
| 27 marca                                                    | Toronto                                 | 0                                       | 1                                       | Detroit                                 |                                         |
| 29 marca                                                    | Detroit                                 | 6                                       | 2                                       | Toronto                                 |                                         |
| 1 kwietnia                                                  | Detroit                                 | 3                                       | 1                                       | Toronto                                 |                                         |
| Detroit wygrało 4:0 i awansowało do finału Pucharu Stanleya |                                         |                                         |                                         |                                         |                                         |

| Montreal Canadiens - Boston Bruins                         | Montreal Canadiens - Boston Bruins | Montreal Canadiens - Boston Bruins | Montreal Canadiens - Boston Bruins | Montreal Canadiens - Boston Bruins | Montreal Canadiens - Boston Bruins | Montreal Canadiens - Boston Bruins |
| Data                                                       | Wyjazd                             | Wyjazd                             | Dom                                | Dom                                |                                    |                                    |
| ---------------------------------------------------------- | ---------------------------------- | ---------------------------------- | ---------------------------------- | ---------------------------------- | ---------------------------------- | ---------------------------------- |
| 25 marca                                                   | Boston                             | 1                                  | 5                                  | Montreal                           |                                    |                                    |
| 27 marca                                                   | Boston                             | 0                                  | 4                                  | Montreal                           |                                    |                                    |
| 30 marca                                                   | Montreal                           | 1                                  | 4                                  | Boston                             |                                    |                                    |
| 1 kwietnia                                                 | Montreal                           | 2                                  | 3                                  | Boston                             |                                    |                                    |
| 3 kwietnia                                                 | Boston                             | 1                                  | 0                                  | Montreal                           |                                    |                                    |
| 6 kwietnia                                                 | Montreal                           | 3                                  | 2                                  | Boston                             | po dogrywce                        |                                    |
| 8 kwietnia                                                 | Boston                             | 1                                  | 3                                  | Montreal                           |                                    |                                    |
| Montreal wygrał 4:3 i awansował do finału Pucharu Stanleya |                                    |                                    |                                    |                                    |                                    |                                    |

### Finał Pucharu Stanleya
| Montreal Canadiens - Detroit Red Wings        | Montreal Canadiens - Detroit Red Wings | Montreal Canadiens - Detroit Red Wings | Montreal Canadiens - Detroit Red Wings | Montreal Canadiens - Detroit Red Wings | Montreal Canadiens - Detroit Red Wings |
| Data                                          | Wyjazd                                 | Wyjazd                                 | Dom                                    | Dom                                    |                                        |
| --------------------------------------------- | -------------------------------------- | -------------------------------------- | -------------------------------------- | -------------------------------------- | -------------------------------------- |
| 10 kwietnia                                   | Detroit                                | 3                                      | 1                                      | Montreal                               |                                        |
| 12 kwietnia                                   | Detroit                                | 2                                      | 1                                      | Montreal                               |                                        |
| 13 kwietnia                                   | Montreal                               | 0                                      | 3                                      | Detroit                                |                                        |
| 15 kwietnia                                   | Montreal                               | 0                                      | 3                                      | Detroit                                |                                        |
| Detroit wygrało 4:0 i zdobyło Puchar Stanleya |                                        |                                        |                                        |                                        |                                        |

## Nagrody
| Prince of Wales Trophy:    | Detroit Red Wings                    |
| Art Ross Memorial Trophy:  | Gordie Howe, Detroit Red Wings       |
| Calder Memorial Trophy:    | Bernie Geoffrion, Montreal Canadiens |
| Hart Memorial Trophy:      | Gordie Howe, Detroit Red Wings       |
| Lady Byng Memorial Trophy: | Sid Smith, Toronto Maple Leafs       |
| Vezina Trophy:             | Terry Sawchuk, Detroit Red Wings     |